# 클롱야이군

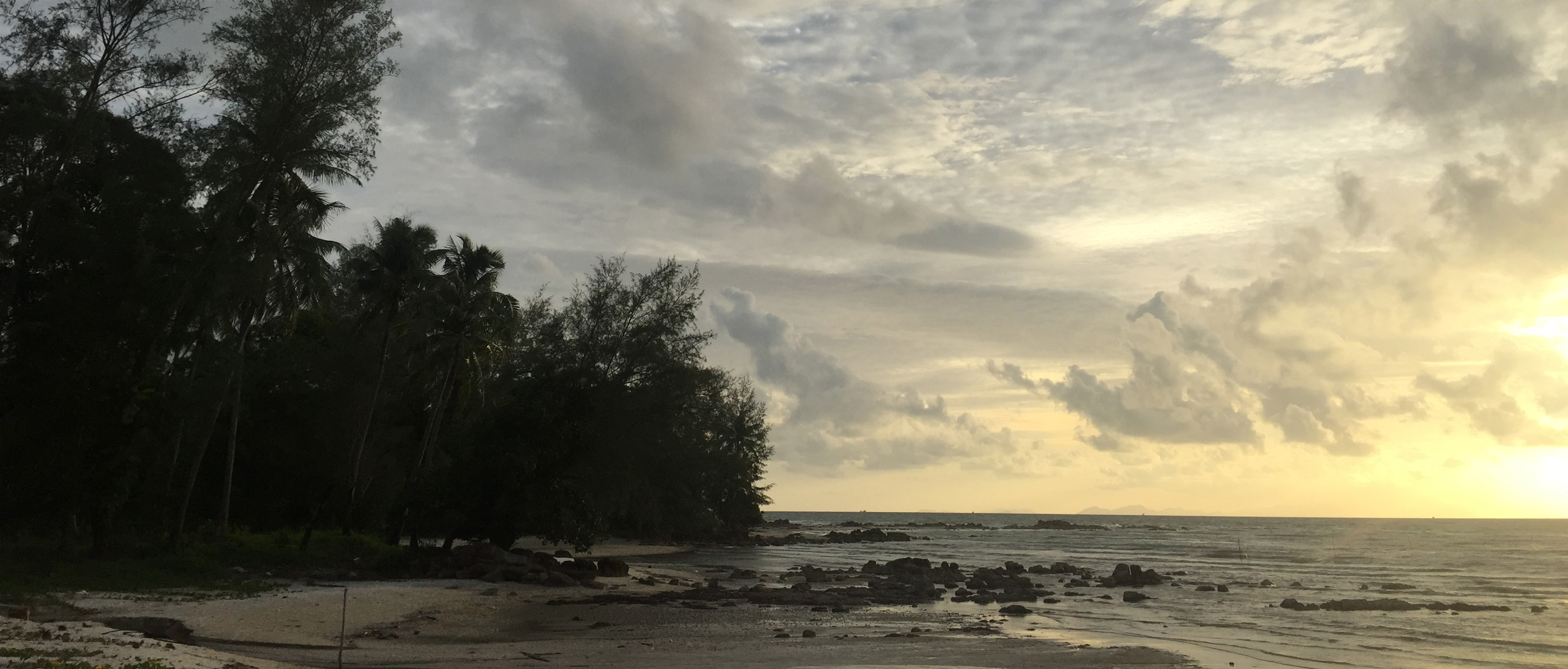

클롱야이군은 뜨랏주의 행정 구역이다. 이 지역의 총 인구 수는 2000년 기준으로 23981명이다. 인구 밀도는 477.7km2이다.

## 행정 구역
| 번호 | 지명       | 태국어 지명 | 빌리지 | 인구   |  |
| 1.   | Khlong Yai | คลองใหญ่     | 9      | 14,877 |  |
| 2.   | Mai Rut    | ไม้รูด        | 6      | 4,642  |  |
| 3.   | Hat Lek    | หาดเล็ก      | 5      | 4,462  |  |